# 씨 없는 수박 김대중
씨 없는 수박 김대중( 1978년 ~ )은 대한민국의 독립음악 싱어송라이터이다. 주로 블루스에 기반한 음악을 하고 있다.
'씨 없는 수박 김대중'이라는 명칭은 블루스 음악인들이 갖는 '블루스 이름'이라는 형식에 맞추어 그가 정한 예명이다. 그러나 '김대중'은 그 자신의 본명이기도 하다.

## 생애 및 활동
서울 출생으로 중앙대학교 영화학과를 다녔지만 영화판에서 연출 활동을 하며 시나리오 집필을 하다 대학을 자퇴했다. 참여하던 영화들이 계속 제작 중단이 되면서 반백수 처지가 되었고 그 이후로 영화배우, 밴드 매니저, 피자 배달에 이르는 여러 가지 직업을 전전하였다. 그러는 동안 틈틈이 곡을 쓰기도 하였다. 2007년에는 훌쩍 인도로 배낭여행을 하며 밥 딜런의 1집을 들었는데 '이 사람처럼 해보고 싶다'고 생각하기 시작했다. 이후 포크와 블루스를 카피하고 연습했다. 그러다가 30대 중반이 된 어느 날, 술을 마시고 카페에서 자기 노래를 부른 것을 계기로 바로 다니던 직장을 그만두고는 홍대 앞에서 본격적인 음악 생활을 시작하게 된다.
2012년에 붕가붕가레코드가 제작한 블루스 컴필레이션 《블루스 더, Blues》에 그의 노래 '300/30'을 수록하였으며, 이것으로 한국대중음악상 '올해의 노래' 및 '최우수 록음악' 부문 후보에 올랐다. 2013년에는 첫 번째 정규 앨범 《씨 없는 수박》을 발매하였다. 그리고 독립영화 '1999, 면회'의 주제가를 불렀다.
2013년 7월에는 EBS 스페이스 공감의 '진득한 사나이들의 노래 삼김시대' 편에 출연하였다. 2014년에는 JTBC 월화드라마 유나의 거리 OST에 '사랑따위로'로 참여하으며, 본인을 주제로 하는 다큐멘터리 영화 '씨 없는 수박 김대중 Where Is My Seed?'이 제작되기도 했다. 그리고 히말라야로 떠나는 4명의 음악가들의 이야기를 기록하는 다큐멘터리 독립영화 '세상의 모든 것들'에 출연하였다. 그는 1930~40년대의 미국 고전 블루스를 파고드는 한편 거기에 한국의 오래된 포크와 뽕짝의 느낌을 가미하는 노래를 만들고 있다. 또한 김태춘, 김일두와 함께 프로젝트 그룹 삼김시대를 결성하여 활동하고 있다.
2009년부터 요양원에서 일하고있다.
이를 위해 사회복지사 2급 자격증을 따서 할머니들을 위한 레크리에이션, 노래교실을 진행하기도 했다. 1집 마지막곡 '요양원 블루스'는 이 요양원의 할머니들과 노래교실을 하다가 부른 즉흥 노래에서 출발한 곡으로 할머니의 노래가 1절로 실려 있다.

## 음반

### 정규 음반
- 2013년 5월 20일 1집 《씨 없는 수박》 (붕가붕가레코드)

### 싱글 음반
- 2013년 5월 8일 《불효자는 놉니다》 (붕가붕가레코드)
- 2014년 6월 10일 《JTBC 월화드라마 유나의 거리 OST 1 – 사랑따위로》 (리웨이뮤직앤미디어)

### 참여 음반 및 수록곡
- 2012년 10월 5일 컴필레이션 《블루스 더, Blues》: '300/30' (붕가붕가레코드)
- 2013년 11월 22일 컴필레이션 《먼데이서울 퍼스트임팩트》: '300/30' (한 잔의 룰루랄라)
- 2014년 3월 10일 싱글 《청춘계급 2014 - 음악과부도 Vol.1》 : '청춘계급' (Music&People)
- 2014년 4월 1일 컴필레이션 《믿거나 말거나》 : '청송닭집' (붕가붕가레코드)
- 2014년 8월 7일 《산 들 바다의 노래 - 제주 4.3 헌정 앨범》 : '고사리 꼼짝' (칠리뮤직코리아)
- 2014년 10월 28일 《JTBC 월화드라마 유나의 거리 OST》 : '사랑따위로' (리웨이뮤직앤미디어)

## 기타 활동
- 2014년 다큐멘터리 '씨 없는 수박 김대중 Where Is My Seed?'(감독 이주호) 출연 - '김대중' 역[6]